# Dominique Horwitz
Dominique Horwitz (Parigi, 23 aprile 1957) è un attore francese.

## Filmografia parziale

### Cinema
- David, regia di Peter Lilienthal (1979)
- Stammheim - Il caso Baader-Meinhof (Stammheim), regia di Reinhard Hauff (1986)
- Stalingrad, regia di Joseph Vilsmaier (1993)
- Nachtgestalten, regia di Andreas Dresen (1999)
- Shooting Dogs, regia di Michael Caton-Jones (2005)
- Bekenntnisse des Hochstaplers Felix Krull, regia di Detlev Buck (2021)

### Televisione
- La storia di Anna Frank (Anne Frank: The Whole Story), regia di Robert Dornhelm (2001)
- Der letzte Zeuge (2007)

## Doppiatori italiani
- Francesco Pannofino in Stalingrad
- Paolo Macedonio in Transatlantic[1]